# Yvonne Mokgoro
Yvonne Mokgoro, née le 19 octobre 1950 et morte le 9 mai 2024 à Johannesbourg (Gauteng), est une universitaire et juge sud-africaine, membre pendant une quinzaine d'années de la Cour constitutionnelle d'Afrique du Sud, une des deux premières femmes dans cette juridiction et une pionnière noire parmi les juges sud-africains.

## Biographie
Née en 1950 près de Kimberley, Jennifer Yvonne Mokgoro fait ses études à l'université du Bophuthatswana (devenue l'université du Nord-Ouest), jusqu’en 1987, obtenant un Bachelor of Laws puis un Master of Laws, tout en effectuant des petits boulots. Elle étudie également à la faculté de droit de l'université de Pennsylvanie, aux États-Unis, où elle obtient un autre Master of Laws.
Ensuite, elle devient notamment une universitaire, maître de conférences en droit au département de jurisprudence de l'université du Bophuthatswana, puis professeur associé, jusqu'en 1991. Le Bophuthatswana, constitué de plusieurs territoires  enclavés dans l’Afrique du Sud, est alors un bantoustan proclamé indépendant en 1977 mais dont l'indépendance n'a pas été reconnue par la communauté internationale. De 1992 à 1993, elle est professeur associé à l'université du Cap-Occidental, et enseigne à temps partiel à l'université de Pretoria.
Elle est membre fondateur du comité des avocats pour les droits de l'homme à Mafikeng en 1990 et membre de l'ANC jusqu'au moment de sa nomination à la Cour constitutionnelle en 1994. Elle est en effet nommée par Nelson Mandela à la Cour constitutionnelle d'Afrique du Sud, lors de la création de cette cour en 1994, et ce jusqu’en 2009, première femme juge de la Cour constitutionnelle d'Afrique du Sud, avec Kate O'Regan. Elle est aussi la première femme noire juge en Afrique du Sud,,,.
De 2016 à 2020, elle est présidente du Conseil de justice interne des Nations unies. En décembre 2021, elle est nommée par le Conseil des droits de l'homme des Nations unies à la présidence de l'Organe de justice raciale, une nouvelle institution internationale chargée d'examiner le racisme systémique et le recours excessif à la force contre les Africains et les personnes d'ascendance africaine par les forces de l'ordre dans le monde entier.
Elle est mariée à Job Mokgoro, un homme politique et universitaire sud-africain qui a occupé le poste de 6e Premier ministre du Nord-Ouest de juin 2018 à sa démission en août 2021. Il est  membre de l'assemblée législative provinciale du Nord-Ouest pendant cette période. Il est également membre du parti du Congrès national africain.
Elle meurt le 9 mai 2024 à Johannesbourg (Gauteng).

## Distinctions
Yvonne Mokgoro reçoit de nombreuses distinctions ou prix qui lui ont été décernées tout au long de son parcours, du prix des droits de l'homme décerné par la Black Lawyers Association en 1995, à l’ordre du Baobab en 2015.